# Амапа-ду-Мараньян
Амапа-ду-Мараньян (порт. Amapá do Maranhão) — муниципалитет в Бразилии, входит в штат Мараньян. Составная часть мезорегиона Запад штата Мараньян. Входит в экономико-статистический микрорегион Гурупи. Население составляет 6431 человек на 2010 год. Занимает площадь 502,402 км². Плотность населения — 12,80 чел./км².

## Демография
Согласно сведениям, собранным в ходе переписи 2010 г. Национальным институтом географии и статистики (IBGE), население муниципалитета составляет:
| Полное население                               | Полное население                               | Полное население                               | Полное население                               | 6431  |
| ---------------------------------------------- | ---------------------------------------------- | ---------------------------------------------- | ---------------------------------------------- | ----- |
| в том числе:                                   | Городское население                            | 4841                                           | Процент городского населения, %                | 75,28 |
|                                                | Сельское население                             | 1590                                           | Процент сельского населения, %                 | 24,72 |
|                                                | Мужское население                              | 3312                                           | Процент мужского населения, %                  | 51,50 |
|                                                | Женское население                              | 3119                                           | Процент женского населения, %                  | 48,50 |
| Плотность населения, чел/км²                   | Плотность населения, чел/км²                   | Плотность населения, чел/км²                   | Плотность населения, чел/км²                   | 12,80 |
| Население муниципалитета в % к населению штата | Население муниципалитета в % к населению штата | Население муниципалитета в % к населению штата | Население муниципалитета в % к населению штата | 0,10  |

По данным оценки 2016 года, население муниципалитета составляет 6789 жителей.

## Статистика
- Валовой внутренний продукт на 2003 год составляет 10 497 517,00 реалов (данные: Бразильский институт географии и статистики).
- Валовой внутренний продукт на душу населения на 2003 год составляет 1727,13 реалов (данные: Бразильский институт географии и статистики).
- Индекс развития человеческого потенциала на 2000 год составляет 0,572 (данные: Программа развития ООН).

## Важнейшие населенные пункты
| № | Населённый пункт  | Населённый пункт (порт.) | Категория | Население чел. (2010) | На карте                       |
| - | ----------------- | ------------------------ | --------- | --------------------- | ------------------------------ |
| 1 | Амапа-ду-Мараньян | Amapá do Maranhão        | город     | 4841                  | 1°40′34″ ю. ш. 46°00′43″ з. д. |
| 2 | Куртисал          | Curtisal                 | поселок   | 316                   | 1°37′27″ ю. ш. 45°59′35″ з. д. |
| 3 | Нова-Вида         | Nova Vida                | поселок   | 282                   | 1°33′27″ ю. ш. 46°01′06″ з. д. |
| 4 | Вила-Кашиас       | Vila Caxias              | поселок   | н/д                   | 1°42′10″ ю. ш. 46°01′05″ з. д. |
| 5 | Бела-Виста        | Bela Vista               | поселок   | н/д                   | 1°36′22″ ю. ш. 45°59′50″ з. д. |